# ضاحية كويمباتور
كويمباتور رمزها «CO» (بالإنجليزية: Coimbatore)‏ ، هو تقسيم إداري لدولة الهند تتبع ولاية تاميل نادو (بالإنجليزية: Tamil  Nadu)‏ ، مركزها هو مدينة كويمباتور (بالإنجليزية: Coimbatore)‏ عدد سكانها حسب تعداد سنة 2001 هو 4,224,107 ، مساحتها 7,469 كم² وكثافة السكان 566 لكل كم² .